# Сарадљивост
Сарадљивост је особина личности која се манифестује у индивидуалним карактеристикама понашања које се доживљавају као љубазне, симпатичне, кооперативне, топле и пажљиве. У савременој психологији личности, сарадљивост (некада - пријатност) је једна од пет главних димензија структуре личности, која одражава индивидуалне разлике у сарадњи и друштвеној хармонији.
Људи који имају високе резултате на овој димензији су емпатични и алтруистични, док се низак резултат склоности односи на себично понашање (који се често манифестује као шкртост) и недостатак емпатије. Они који имају веома низак резултат у погледу пријатности показују знаке понашања мрачне тријаде као што су манипулација и надметање са другима уместо сарадње.
Сарадљивост се сматра надређеном особином, што значи да је то група подособина личности које се статистички групишу. Особине или аспекти груписане под сарадљивост су: поверење, директност, алтруизам, покорност, скромност и нежност.